# Ingeborg Thelander
Ida Ingeborg Thelander, ogift Esbjörnsson, född 5 maj 1883 i Berg i Jämtland, död 11 oktober 1978 i Drottningholm, var en svensk målare och tecknare.
Hon var dotter till torparen Esbjörn Olofsson och Ingrid Jonsdotter  samt från 1911 gift med bankmannen Sven Henrik Thelander  (1882–1963) och mor till Kaj Beckman.
Thelander studerade vid Högre konstindustriella skolan i Stockholm. Hon medverkade i samlingsutställningar arrangerade av Gävleborgs läns konstförening i Gävle och Brommakonstnärernas utställningar i Bromma. Hon var en av de medverkande konstnärerna i Kulturmässan i Gävle 1933. Hennes konst består av stilleben i olja, akvarell eller blyertsteckning.